# Dinamarca nos Jogos Olímpicos de Verão de 1988
A Dinamarca participou dos Jogos Olímpicos de Verão de 1988 em Seul, na Coreia do Sul. Conquistou duas medalhas de ouro, uma de prata e uma de bronze, somando quatro no total. Ficou na vigésima terceira posição no ranking geral.